# Glenwood (Nouveau-Mexique)
Pour les articles homonymes, voir Glenwood.
Glenwood est une localité américaine située dans le comté de Catron, au Nouveau-Mexique.